# Рафаил Корсак
Рафаил Николай Корсак (пол. Rafał Mikołaj Korsak; ок. 1595, под Новогрудком — 28 августа 1640, Рим) — епископ Русской униатской церкви; с 1637 года Митрополит Киевский, Галицкий и всея Руси.

## Биография
Происходил из кальвинистской семьи шляхетского рода Корсаков. Обучался в несвижском иезуитском коллегиуме, где принял католичество латинского обряда. Позднее под влиянием митрополита Иосифа Рутского перешёл в византийский обряд.
В 1620 году вступил в Базилианский орден, взяв монашеское имя Рафаил. Получал обучение в Праге, где изучал философию. В 1621-1624 годах изучал богословие в римском коллегиуме святого Афанасия.
В 1625—1637 годах являлся архимандритом Троицкого монастыря в Вильне, в 1626 году признан протоархимандритом василианского ордена и епископом-коадъютором Иосифа Рутского.
В 1626—1632 годах — епископ Галицкий, в 1632—1637 — Турово-Пинский.
В 1637 году стал предстоятелем Русской униатской церкви. Поддерживал курс на примирение униатов и православных. В 1639 году просил у Папы Урбана VIII разрешения созвать собор православных и униатов с целью создания единого патриархата Речи Посполитой. Занимался беатификацией Иосафата Кунцевича.
Умер 28 августа 1640 года в Риме.